# Gebirgsjäger

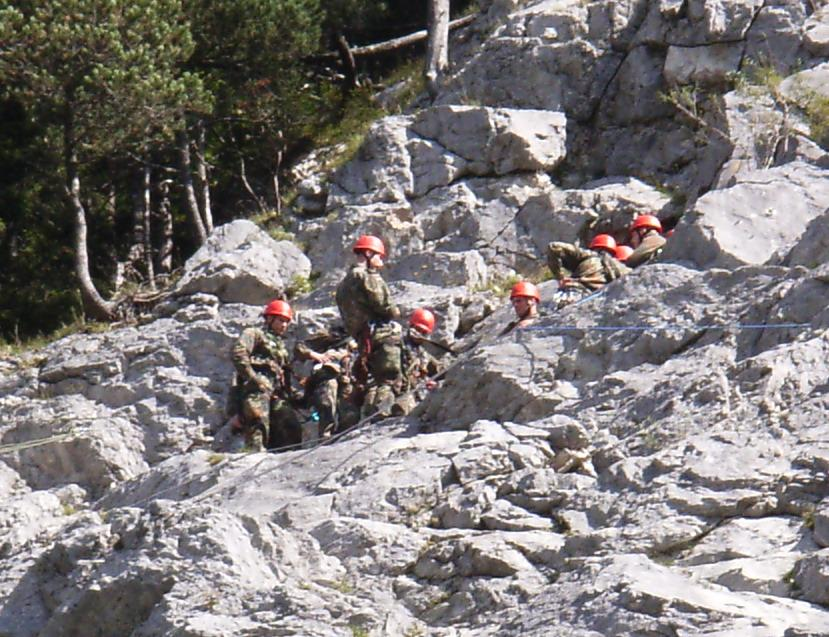
Gebirgsjäger de maniobras.

Se denomina Gebirgsjäger a la infantería ligera de la Gebirgstruppe («tropa de montaña») de Alemania y Austria. Durante la Segunda Guerra Mundial la Wehrmacht y la Waffen-SS utilizaron Gebirgsjäger. En 1941 en Noruega se formó un cuerpo entero, con equipamiento ligero que recibía suministros con mulas, y que portaban menos armas automáticas que la infantería regular, aunque recibían más municiones. Se les indentificaba por la insignia del Edelweiß en gorra y mangas.